# Arrieta (Vizcaya)
Arrieta es un municipio de la provincia de Vizcaya, País Vasco (España).
Su principal núcleo de población es la anteiglesia de Líbano de Arrieta.

## Toponimia
Este municipio tiene su origen en la anteiglesia de Líbano de Arrieta, que a mediados del siglo XIX se convirtió en el actual municipio a raíz de la reforma municipal. En algunos de los censos del siglo XIX (1857 y 1860) el municipio aparece bajo la denominación de Líbano de Arrieta-Anteiglesia.
El topónimo Arrieta procede de la lengua vasca. La palabra vasca harrieta significa pedregal.

## Demografía
Arrieta cuenta con una población de 579 habitantes (INE 2024).
| Gráfica de evolución demográfica de Arrieta entre 1842 y 2021 |
| |
| Población de derecho según los censos de población del INE Población de hecho según los censos de población del INEEn estos censos se denominaba Libano de Arrieta -Anteiglesia: 1857 y 1860 |

## Administración y política
| Partido político                                              | 2015  | 2015       | 2011  | 2011       | 2007  | 2007       | 2003        | 2003        | 1999  | 1999       | 1995  | 1995       | 1991  | 1991       |
| Partido político                                              | %     | Concejales | %     | Concejales | %     | Concejales | %           | Concejales  | %     | Concejales | %     | Concejales | %     | Concejales |
| Euzko Alderdi Jeltzalea-Partido Nacionalista Vasco (EAJ-PNV)  | 58,67 | 4          | 53,03 | 4          | 60,25 | 5          | 93,36       | 7           | 66,87 | 5          | 68,71 | 5          | 59,52 | 5          |
| Euskal Herria Bildu (EH Bildu)-Bildu                          | 40,46 | 3          | 44,85 | 3          | —     | —          | —           | —           | —     | —          | —     | —          | —     | —          |
| Partido Popular del País Vasco (PP)                           | —     | —          | 0,91  | 0          | 0,95  | 0          | 4,55        | 0           | 1,51  | 0          | —     | —          | —     | —          |
| Partido Socialista de Euskadi-Euskadiko Ezkerra (PSE-EE PSOE) | —     | —          | 0,61  | 0          | —     | —          | —           | —           | —     | —          | —     | —          | —     | —          |
| Eusko Abertzale Ekintza-Acción Nacionalista Vasca (EAE-ANV)   | —     | —          | —     | —          | 27,76 | 2          | —           | —           | —     | —          | —     | —          | —     | —          |
| Eusko Alkartasuna (EA)                                        | —     | —          | —     | —          | 10,09 | 0          | —           | —           | 3,31  | 0          | 15,11 | 1          | —     | —          |
| Euskal Herritarrok (EH)-Herri Batasuna (HB)                   | —     | —          | —     | —          | —     | —          | Ilegalizado | Ilegalizado | 25,09 | 2          | 15,11 | 1          | 17,99 | 1          |
| Agrupación Independiente de Arritarrak (AIA)                  | —     | —          | —     | —          | —     | —          | —           | —           | —     | —          | —     | —          | 21,08 | 1          |

## Personas destacadas
- Santiago Arriaga y Arrien, Santiago de Jesús (1903-1936): sacerdote de la Orden Trinitaria. Murió asesinado durante la guerra civil española y en 2007 fue beatificado por Iglesia Católica.
- José Ramón Goyeneche Bilbao (1940): ciclista que participó en los Juegos Olímpicos de Tokio 1964.
- Victoriano Gondra Muruaga, Aita Patxi Gondra (5/3/1910 - 6/8/1974): sacerdote pasionista (Congregación de la Pasión), que fue capellán de los Gudaris en la guerra civil española y, siendo preso en el Bando Nacional, ofreció su vida en dos ocasiones a cambio de la de dos padres de familia que iban a ser fusilados. El 15 de marzo de 2008 fue declarado Venerable por Benedicto XVI, Papa de la Iglesia Católica.